# 小田急設計コンサルタント
株式会社小田急設計コンサルタント（おだきゅうせっけいコンサルタント）は、東京都渋谷区に本社を置く、小田急グループの建設コンサルタント会社であった。
2010年4月1日に小田急エンジニアリングに吸収合併された。
小田急電鉄・小田急建設・小田急不動産・小田急ハウジング・神奈川中央交通・箱根登山鉄道・江ノ島電鉄など、グループから広く受注していた。

## 本社所在地
東京都渋谷区代々木神園町3番43号

## 主な業務
建築設計・土木設計・鉄道関連など多岐にわたる部門の設計を担当。

## 資本金
1,000万円